# John Joseph Alban Gillis
Pour les articles homonymes, voir John Gillis et Gillis.
John Joseph Alban Gillis (17 juin 1882-6 avril 1965) est un homme politique canadien de la Colombie-Britannique. Il est député provincial libéral de la circonscription britanno-colombienne de Yale de 1928 à 1952.

## Biographie
Né à Miscouche sur l'Île-du-Prince-Édouard, Gillis étudie la médecine à l'Université Saint Dunstan de Charlottetown et à Université McGill. Il travaille ensuite comme docteur senior à l'Hôpital Royal Victoria de Montréal avant de s'établir à Merritt en Colombie-Britannique. Il sert comme maire de Merritt pendant deux ans et travaille comme médecin dans la région de vallée de Nicola (en).
Gillis meurt à Vancouver à l'âge de 83 ans.